# Émile Bruneau
Émile Bruneau (* 22. Januar 1912 in Hyon (Hainaut); † 6. Juli 1993 ebenda) war ein belgischer Radrennfahrer.

## Sportliche Laufbahn
Als Amateur gewann er 1932 sechs Eintagesrennen, darunter Lille–Brüssel–Lille, Paris–Soissons, Paris–Valenciennes und Paris–Somain. 1933 wurde er Unabhängiger, 1934 dann Berufsfahrer im Radsportteam Leducq-Mercier-Hutchinson. Paris–Valenciennes konnte er 1933 erneut gewinnen. 1934 siegte er im Circuit de l’Allier und im Rennen Nantes–St. Nazaire–Nantes. Dazu wurde er Vize-Meister im Straßenrennen hinter Louis Roels. Bis zum Ende seiner Karriere als Radprofi 1948 gewann er noch eine Etappe von Paris–Saint-Étienne 1937, den Circuit Maine-et-Loire und den Circuit des Deux-Sèvres 1939.
Nach dem Zweiten Weltkrieg betrieb er vorwiegend Bahnradsport. Bruneau siegte im Sechstagerennen von New York City 1948 mit Louis Saen als Partner und gewann in Washington mit Arne W. Pedersen aus Dänemark.